# ヴァレンチン・パヴロフ
ヴァレンチン・セルゲーエヴィチ・パヴロフ（ワレンチン・パブロフ、ロシア語: Валенти́н Серге́евич Па́влов、ラテン文字転写の例：Valentin Sergeyevich Pavlov、1937年9月26日 - 2003年3月30日）は、ソビエト連邦の政治家。1991年1月から8月までソ連の首相を務め、ミハイル・ゴルバチョフに対するクーデターを起こした人物の1人であった。

## 生涯
政府経済学者およびゴスプランの金融部門の長であり、1959年以来財務省の職員として勤務し、1989年にはソ連の財務大臣に就任した。1990年には政治局に加わり、ニコライ・ルイシコフの後任としてソ連の首相となる。当時のソ連最高指導者ミハイル・ゴルバチョフは、改革にともなう高インフレによりペレストロイカに対するソ連共産党元書記長のレオニード・ブレジネフの流れを汲む保守派の抵抗に直面していた。
パヴロフはソ連内で共和国への権力分散を推し進めるゴルバチョフの新連邦条約に反対し、副大統領ゲンナジー・ヤナーエフ、内務大臣ボリス・プーゴ、国防大臣ドミトリー・ヤゾフといった保守強硬派によって率いられた国家非常事態委員会に加わった。
委員会により、1991年8月19日にゴルバチョフの退陣を要求するクーデターが発生。しかし、クーデターの失敗でパヴロフは3日後の8月22日に首相を罷免され、1週間後の8月29日に逮捕された。数か月後に刑務所から釈放され、1994年5月に恩赦を受けた。
釈放後は市中銀行の頭取および複数のアカデミーの所長となったほか、ロシア自由経済社会および国際管理アカデミー両方の副社長にもなった。その後の生活のためクーデターを弁護し、2001年にはウラジーミル・プーチンの支持を表明した。
2003年3月30日に65歳で死去した。